# Zaratán
Zaratán is een gemeente in de Spaanse provincie Valladolid in de regio Castilië en León met een oppervlakte van 20,21 km². Zaratán telt 6.201 inwoners (1 januari 2016).

## Demografische ontwikkeling
Bron: INE, 1857-2011: volkstellingen